# Gebhárecký rybník
Gebhárecký rybník je přírodní památka a současně stejnojmenný rybník severně od místní části obce Skalka západně od obce Staré Město pod Landštejnem. Nachází se přibližně 600 m od osady Filipov. Rozkládá se uprostřed lesa na 19,03 ha. Důvodem ochrany je oligomezotrofní rybník s typickou vegetací a okolní luční rašeliniště. Vodu odvádí Podleský potok, přítok Pstruhovce.

## Charakteristika území
Území tvoří rozsáhlý rybník s vyvinutými rašelinnými společenstvy ve výtopě rybníka, která byla v minulosti silně poznamenána částečným odvodněním. Území se nachází ve fytogeografickém okresu Českomoravské vrchoviny. Hojně se zde vyskytují zejména druhy rašelinných biotopů.